# لجنة أمريكا لخدمات الأصدقاء

شعار لجنة خدمة الأصدقاء الأمريكية

لجنة أمريكا لخدمات الأصدقاء (بالإنجليزية: American Friends Service Committee)‏ هي منظمة تابعة للجمعية الدينية للأصدقاء (كواكر) والتي تعمل على الإغاثة الإنسانية، العدالة الاجتماعية، السلام، المصالحة، حقوق الإنسان وإلغاء عقوبة الإعدام. تأسست المجموعة في عام 1917 باعتبارها جهدًا مشتركًا لأعضاء أمريكيين بالجمعية الدينية للأصدقاء ساعدوا الضحايا المدنيين في الحرب.